# Jacques Sultana
Jacques Sultana, né le 10 mai 1938 à Plounéour-Trez (Finistère) et mort le 24 juillet 2012 dans le 16e arrondissement de Paris, est un peintre hyperréaliste français.

## Biographie
Jacques Sultana nait le 10 mai 1938 à Plounéour-Trez (Finistère), fils de Henri Sultana, juge au tribunal de commerce de Carcassonne et de H. Sultana née Fallas.
A l'âge de 22 ans, Jacques Sultana est chassé du domicile familial à cause de son homosexualité.
Il s'installe à Paris en 1963, dans un petit appartement du 16e arrondissement qu'il occupera jusqu'à la fin de sa vie et qui lui sert d'atelier. Passionné d'art, il devient professeur d'arts plastiques, puis illustrateur publicitaire, œuvrant notamment pour Eminence, Pernod, Renault ou encore le Ministère de la Marine.
De 1994 jusqu'à sa mort, il se consacre entièrement à la peinture, représentant principalement des corps masculins dans un style hyperréaliste, souvent homoérotique, faisant penser au spectateur qu'il regarde une photographie plutôt qu'une peinture.
On retrouve ses œuvres notamment dans les collections Jean-Paul Gaultier et Pierre Passebon.

## Expositions
- Jacques Sultana, Galerie du Passage, Paris, du 23 mars au 21 avril 2022[7],[8].
- Obsession Masculin, Exposition hors les murs, Paris, du 18 avril au 18 mai 2022[9],[10].
- Carte blanche à Pierre Passebon autour de l’oeuvre de Jacques Sultana, Pavillon Southway, Marseille, du 1er juillet au 6 septembre 2024[11].